# 热雷米·德普朗什
热雷米·德普朗什（法語：Jérémy Desplanches，1994年8月7日—）生于日内瓦，是一名瑞士男子游泳运动员，主攻个人混合泳。他在8岁时跟随其姐姐的脚步，加入一家游泳俱乐部。之后他也曾尝试柔道、轮滑、滑板、山地自行车等运动，最终他选择专攻游泳。先前他一直居住在家乡日内瓦，直到2013年，他受法国的教练邀请移居至法国尼斯。2015年，他开始和法国游泳选手夏洛特·博内交往。